# Kingdom Heirs
Kingdom Heirs é um grupo vocal cristão norte-americano do gênero Southern Gospel, fundado em 1971 por Gene McKinney e Bill Hutson.

## História

### 1971-1982
O grupo foi formado no início de 1971 como um quarteto misto, formado pelos tenores Jim Bluford e Gene McKinney, a contralto Patty Wilson, o baixo Raymond Parker e o jovem pianista Gary Bilyeu, que contava com apenas 13 anos de idade na época. A base do grupo era a cidade de Knoxville, estado do Tennessee, e para não ser confundido com um grupo homônimo da cidade de Sparta, também no Tennessee, eles se intitulavam The New Kingdom Heirs.
Poucos meses depois da formação do grupo, veio a primeira mudança de formação. A contralto Patty Wilson deixou o grupo, que passou a ser um grupo exclusivamente masculino. Para completar o grupo, veio o barítono Mike Shuemaker, e além dele, foi chamado para integrar a base instrumental o contrabaixista Gary Arnold e o baterista Jim Ford. Arnold permaneceu poucos meses com o grupo, dando lugar a Steve Gouge.
No ano seguinte, foi contratado o guitarrista Tom Bailey, e a formação com Jim Bluford, Gene McKinney, Mike Shuemaker, Raymond Parker, Gary Bilyeu, Steve Gouge, Jim Ford e Tom Bailey gravou o primeiro álbum do grupo, "That Day Is Almost Here".
Tom Bailey deixou o grupo em 1973, dando lugar ao guitarrista Larry Hutson, filho do dono dos direitos do grupo Bill Hutson. Ainda em 1973 o grupo lançou seu segundo disco, "All Aboard". No ano seguinte, uma dupla mudança: o primeiro tenor Jim Blufford e o baixo Raymond Parker, deixando apenas Gene McKinney e Gary Bilyeu como membros da formação original. Seus substitutos foram Johnny Trott e Duane Wyrick, respectivamente. Ainda em 1974, o grupo fez sua primeira apresentação no parque temático Silver Dollar City (hoje Dollywood Park), onde a partir de 1986 passaria a se apresentar como atração fixa. Trott deixou o grupo em 1975, sendo substituído por Mark Nipper que, meses depois, deu lugar a Buddy Mulkey. Junto com Nipper, Mike Shuemaker também deixou o grupo, sendo substituído por Tommy Rowe. A formação com Mulkey, McKinney, Rowe, Wyrick, Bilyeu, Gouge, Ford e Hutson permaneceu fixa até 1979, gravando mais quatro álbuns. A partir de 1976, com o fim do grupo homônimo da cidade de Sparta (Tennessee), o grupo passou a chamar-se apenas "The Kingdom Heirs". A mudança que houve em 1979 foi a adição do violonista Dale McPherson. Com McPherson, o grupo lançou o seu sétimo álbum, I'll Gain More Than I'm Missing.
A década de 1980 começou inconstante para o quarteto, enquanto o recém chegado Dale McPherson deixou o grupo em 1980, substituído por Ronald Ward. Após o lançamento do álbum comemorativo de dez anos do grupo em 1981, o barítono Tommy Rowe deixou o grupo, dando lugar a Randy Miller. Dois meses depois, Miller deixou o grupo, sendo substituído por David McGill, que ainda no mesmo ano deu lugar a Wayne Mitchell.
Em 1982, o baixo Duane Wyrick abriu vaga para Jeff Crisp. Entretanto, poucos meses depois, Gene McKinney e Gary Bilyeu, fundadores do grupo, anunciaram que estavam deixando o grupo. Junto com este anúncio, Bill Hutson anunciou a venda dos direitos do grupo para os irmãos Steve French e Kreis French.

### 1982-1989
Após a aquisição dos direitos do grupo pelos irmãos French, os demais integrantes, com exceção de Wayne Mitchell deixaram o grupo. Para recompor a banda, Steve French assumiu a posição de barítono, enquanto o irmão Kreis passou a tocar contrabaixo. Wayne Mitchell, que cantava barítono, passou a cantar primeiro tenor. Além dos três, mais quatro integrantes foram contratados: David McGill, que já havia cantado com o grupo como barítono, retornava ao grupo agora como segundo tenor, Eric Hawkins como baixo, Randal Hunley como pianista, e George Beeler tocando bateria.
O primeiro álbum dessa nova fase, o nono no total, veio em 1983, intitulado simplesmente The Kingdom Heirs, lançado pela Unity Records e relançado sob o título Just Arrived pela Morada Records. Naquele mesmo ano, o baterista George Beeler deixou o grupo, dando lugar a David Hoskins. Com Hoskins, o grupo lançou em 1984 o álbum Special Edition, pela Unity Records. No mesmo ano, o baterista Rich Wilson foi contratado para integrar substituir David Hoskins. O baixo Eric Hawkins deixou o grupo em em 1985, sendo substituído por Jody Medford, conhecido por sua passagem pelo quarteto de adolescentes Kingsboys. Em 1987, Wayne Mitchell, que cantava primeiro tenor, deixou o grupo, sendo seguido pouco depois por Jody Medford, naquele mesmo ano. Seus substitutos foram, respectivamente, Rick Strickland e Bob Caldwell.
A partir daí o grupo passou por uma alta rotatividade de integrantes, tendo pelo menos uma mudança de componentes por ano, até 1995. O baterista Rich Wilson deixou o grupo em 1988, sendo substituído por Stephen Arant. Em 1989 foi a vez do segundo tenor David McGill anunciar sua saída, dando lugar a Clayton Inman, até então integrante do The Inmans. Apesar da instabilidade de componentes, em 1989 o grupo foi premiado pela Singing News Magazine como "Revelação do Ano de 1989", recebendo o prêmio Singing News Fan Award.

### 1990-1999
A primeira mudança da década de 90 no grupo foi já em 1990, com a saída do baterista Stephen Arant. Seu substituto foi Dennis Murphy, que acabou se tornando um favorito de público. No ano seguinte, Bob Caldwell deixou o grupo para integrar o The Statesmen Quartet de Hovie Lister. Já em 1992, uma mudança dupla: o pianista Randall Hunley anunciou sua saída, seguido pouco depois primeiro tenor Rick Strickland, que passou a cantar com J. D. Sumner & The Stamps Quartet. Seus substitutos foram o pianista e comediante Jamie Graves e primeiro tenor David Walker, que passou a cantar com o grupo efetivamente em 1993.
A estadia de Walker com o Kingdom Heirs, entretanto, foi curta. Walker deixou o grupo em 1994, juntamente com Clayton Inman, que deixou o grupo no mesmo ano, para formar o grupo Won By One. Como substituto, vieram David Sutton, do The Singing Americans e Steve Lacey do Gold City. Lacey permaneceu pouco tempo com o grupo, sendo substituído pelo ex-Kingsmen Quartet Arthur Rice.
A formação com David Sutton, Arthur Rice, Steve e Kreis French, Eric Bennett, Jamie Graves e Dennis Murphy foi a primeira desde 1984 a durar mais de dois anos. Nesta época o grupo alcançou grande visibilidade no meio Southern Gospel, graças em parte à reputação de Rice com o Kingsmen Quartet. Iniciada em 1995, a formação só foi alterada novamente em 1999, com a saída de Jamie Graves.

### 2000-2009
Graves foi substituído por Jeff Stice, ex-pianista do lendário The Blackwood Brothers. A formação se afirmou entre 1999 e 2002, alcançando grande sucesso na época, ganhando em 2002 o prêmio Singing News Fan Award na categoria de "Melhor Banda" pela Singing News Magazine, prêmio dado ao melhor grupo de instrumentistas, neste caso, Jeff Stice, Kreis French e Dennis Murphy. Entretanto, em 2002, David Sutton, Eric Bennett e Jeff Stice deixaram o grupo para formar o Integrity Quartet (depois Triumphant Quartet), juntamente com o também ex-Kingdom Heirs Clayton Inman (à época com Won By One) e seu filho Scott Inman, à época com o Poet Voices.
Os irmãos French deram continuidade ao grupo, contratando o primeiro tenor Jodi Hosterman, o baixo Jeff Chapman e o pianista Adam Harman. Hosterman permaneceu até 2005, quando saiu devido a problemas de saúde. Seu substituto foi Billy Hodges. A formação com Hodges tornou-se uma das favoritas de público entre os fãs do Southern Gospel. Enquanto isso, Adam Harman, Kreis French e Dennis Murphy ganharam três vezes seguidas o Singing News Fan Award na categoria "Melhor Banda". Harman deixou o grupo em janeiro de 2007, sendo substituído temporariamente por Joseph Cox, até que Andy Stringfield fosse contratado como pianista oficial em março do mesmo ano. Além de tocar piano, Stringfield cantava barítono em algumas canções. Em 2008 o grupo iniciou uma série de álbuns intitulada Hymns From The Redbook, uma referência ao hinário de capa vermelha muito popular nas igrejas batistas norte-americanas, tornando-se um grande sucesso.

### 2010-Presente
O grupo permaneceu com a formação com os irmãos French, Hodges, Rice, Chapman, Stringfield e Murphy inalterada até 2011, quando Billy Hodges deixou o grupo para seguir carreira solo, sendo substituído por Jerry Martin. Em 2012, pela quarta vez, os músicos do grupo receberam o prêmio Singing News Fan Award na categoria de "Melhor Banda" pela Singing News Magazine.
A mudança mais significativa dos últimos anos, no entanto, aconteceu no final de 2014, quando Steve French anunciou sua aposentadoria, após 33 anos com o grupo. French disse: "Há mais de 30 anos atrás, eu olhava para o futuro e me via aposentado aos 55 anos. E advinha? Acabei de completar 55 anos. Acho que é a hora de cumprir o que eu imaginei, 30 anos atrás." Steve foi substituído temporariamente pelo pianista Andy Stringfield, já conhecido por cantar barítono em algumas ocasiões, até que, no início de 2015, Brian Alvey foi contratado em definitivo.
Em 28 de junho de 2016, o grupo anunciou o falecimento de Steve French, que depois de alguns dias foi confirmado como suicídio pela polícia do Condado de Fayette (Virgínia Ocidental). Segundo informações da polícia do município de Fayetteville (Virgínia Ocidental), French e sua namorada Lindsay Hudson, (29), tinham mandados de prisão emitidos contra eles, e teriam se jogado da ponte sobre o Rio New River Gorge para não serem capturados.
Em agosto de 2016, Brian Alvey anunciou sua saída do grupo. O barítono Loren Harris, ex-integrante do grupo The Perrys e Ricky Atkinson & Compassion, foi contratado como seu substituto. A partir de então, o grupo lançou mais três grupos: Something Good e The Last Big Thing em 2017 e Everything In Between em 2019.
No início de 2021, Jerry Martin deixou o grupo. Durante a turnê de inverno, a posição foi preenchida temporariamente por Dusty Barrett, tenor do Soul'd Out Quartet, até  março, quando Jacob Ellison foi contratado definitivamente.

## Integrantes e formações
- Ver artigo principal: Lista de membros de Kingdom Heirs.

## Discografia
- Ver artigo principal: Discografia de Kingdom Heirs.

## Premiações e Honrarias
Com o decorrer do tempo, o grupo recebeu inúmeras premiações e indicações ao Singing News Fan Awards, um dos principais prêmios do gênero Southern Gospel. Ao todo são 13 prêmios coletivos:
- Grupo Revelação (1): 1989

- Banda Favorita (12): 2002, 2004, 2005, 2006, 2012, 2014, 2015, 2016, 2017, 2018, 2019 e 2020.